# The Fourth Estate
The Fourth Estate è un film muto del 1916 diretto da Frank Powell. La sceneggiatura si basa sul lavoro teatrale The Fourth Estate di Harriet Ford e Joseph Medill Patterson che debuttò a Broadway il 6 ottobre 1909 al Wallack's Theatre (tra gli interpreti, anche Pauline Frederick nel ruolo di Judith).

## Trama
Noland, a capo delle agitazioni dei lavoratori che portano a una serie di scioperi, è costretto a lasciare la città dopo che è stato arrestato con false accuse. Brand, un reporter, ha scoperto che l'ordine di cattura è partito dal giudice Bertelmy il quale si libera del giornalista facendolo licenziare dalla proprietà del giornale.
Noland, che ha lasciato a casa la moglie, in Canada - dove ha trovato riparo - fa fortuna, Con il denaro guadagnato, ritorna dopo un paio d'anni, deciso a vendicarsi. Compera un giornale e assume Brand come suo capo redattore. I due iniziano una crociata contro Bertelmy, trovando le prove di un omicidio commesso anni prima dal giudice che porta all'arresto del loro comune nemico.

## Produzione
Il film fu prodotto dalla Fox Film Corporation.

## Distribuzione
Distribuito dalla Fox Film Corporation, il film uscì nelle sale il 16 gennaio 1916.